# Kogia
Genre
Kogia est un genre de mammifères de l'ordre des cétacés.

## Liste des espèces
- Kogia breviceps (Blainville, 1838) — cachalot pygmée
- Kogia simus (Owen, 1866) — cachalot nain

## Répartition géographique

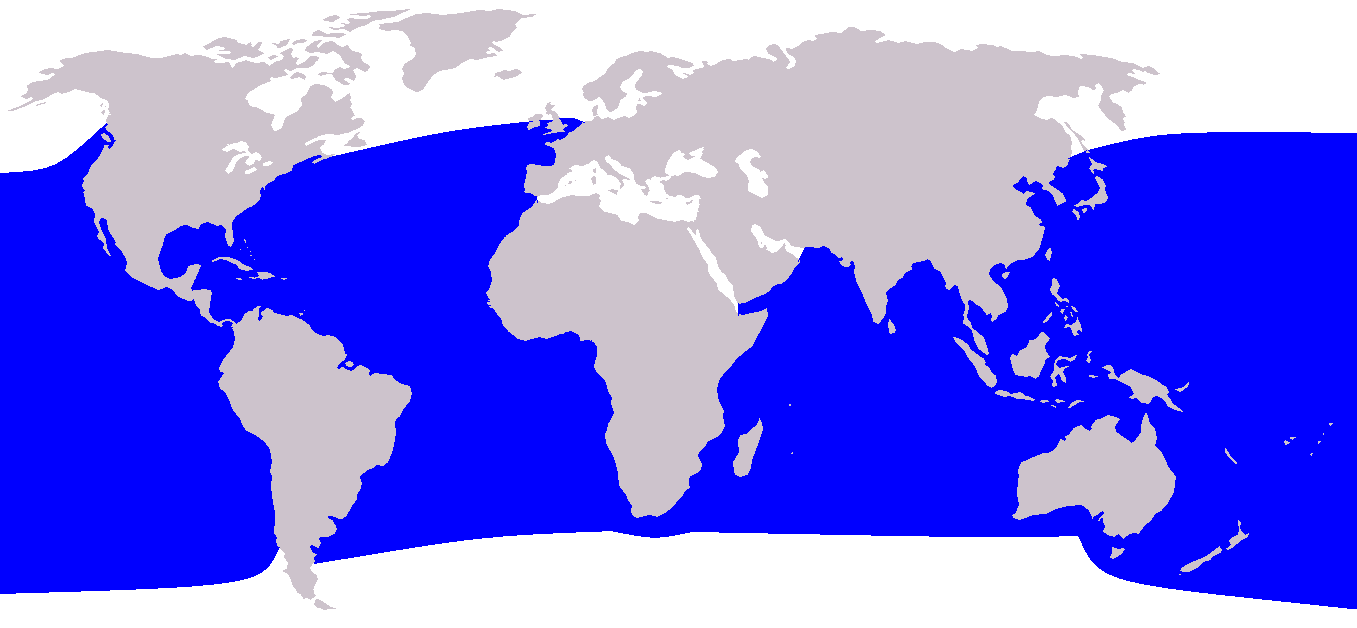
Kogia breviceps
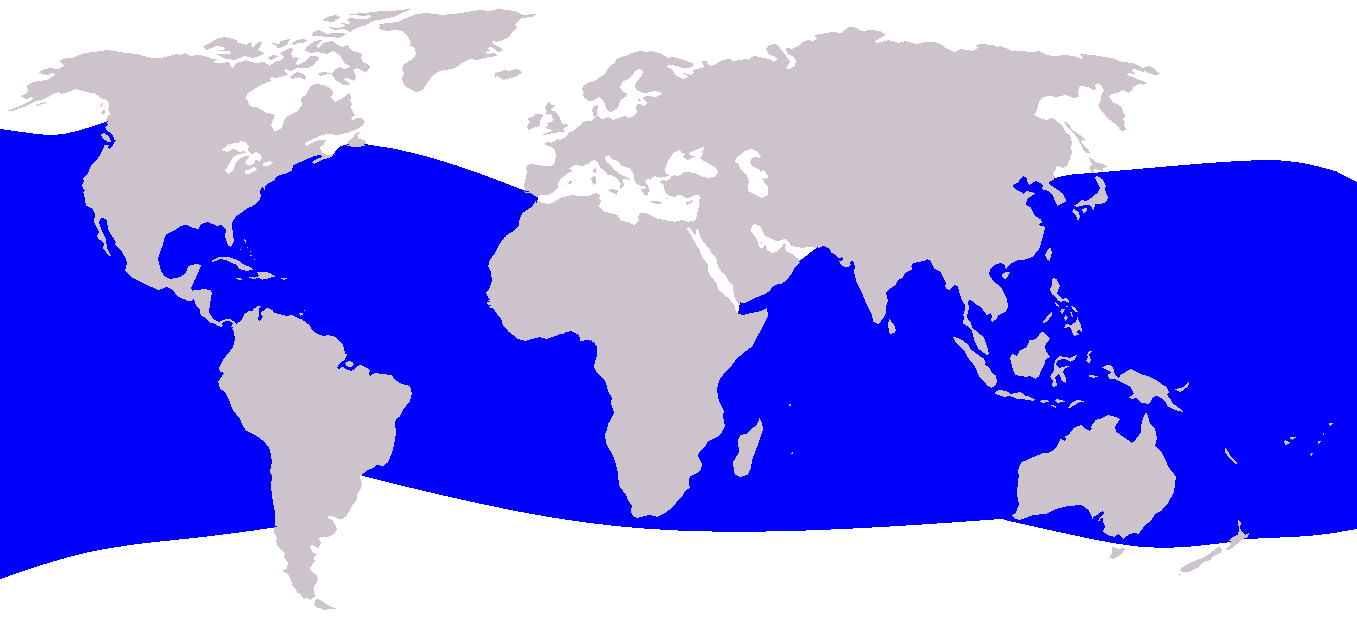
Kogia simus